# Batalla de la Ciudad de Valle

"Cuando pienses en la gran Batalla del Pelennor, no olvides las batallas en el Valle y el valor del Pueblo de Durin. Piensa en lo que podría haber sido. ¡Fuego de dragón y espadas salvajes en Eriador! Tal vez no hubiera Reina en Gondor.".
—Gandalf.

La Batalla de la Ciudad de Valle es un conflicto militar ficticio que pertenece al legendarium del escritor británico J. R. R. Tolkien y cuyo desarrollo es narrado en uno de los apéndices de su novela El Señor de los Anillos. Esta batalla forma parte de la trama del videojuego El Señor de los Anillos: la batalla por la Tierra Media II, aunque con alteraciones significativas respecto a lo escrito por Tolkien.
La batalla tuvo lugar en el norte, en marzo del año 3019 de la Tercera Edad del Sol, durante la Guerra del Anillo. Fue librada por los Hombres de Valle quienes, junto con los Enanos de Erebor, hicieron frente a las hordas de los Hombres del Este a los pies de la Montaña Solitaria.

## Antecedentes
En su búsqueda del Anillo Único, Sauron envió emisarios tanto al Valle como a la Montaña Solitaria, ofreciendo a los Hombres del Norte y a los Enanos de Erebor una alianza a cambio de información acerca del paradero del Anillo. Ante la negativa por parte de ambos reinos, Sauron decidió enviar tropas al norte con intención de destruir los Pueblos Libres que allí resistían.

## Historia
Entonces sucedió que, en el tiempo en que los grandes ejércitos de Sauron sitiaban Minas Tirith, una hueste de Hombres del Este, aliados de Sauron, cruzaron el Río Carnen obligando al Rey Brand a retroceder hasta el Valle. El 15 de marzo del año 3019 T.E. comenzó la Batalla del Valle, en la cual los Hombres recibieron la ayuda de los Enanos de Erebor, librándose una gran batalla al pie de las Montañas. 
El número total de efectivos en ambos ejércitos es desconocido, pero se estima que las hordas de los Orientales superarían ampliamente a las fuerzas combinadas de los Enanos de Erebor y los Hombres del Norte. 
La batalla duró tres días, y el 17 de marzo del año 3019, el Rey Brand fue asesinado. Se cuenta que Dáin permaneció junto a su cuerpo, blandiendo su hacha hasta que él mismo también fue asesinado. Pese a que los Orientales salieron victoriosos de esta batalla, no pudieron tomar la Montaña Solitaria, por lo que muchos Hombres y Enanos se refugiaron en Erebor, y resistieron allí, donde fueron asediados hasta el 27 de marzo. Cuando llegaron las nuevas de la caída de Sauron, el ejército de Hombres del Este sintió un gran desánimo, y los sitiados, a las órdenes de Bardo II y de Thorin III, los pusieron en fuga, expulsándolos del Valle, lejos, hacia el Este. 

## Consecuencias
La batalla impidió que los refuerzos de hombres del este llegaran más allá del Celduin y por tanto que éstos no ayudaran a las huestes orcas de Dol Guldur en el Bosque Negro y Lothlórien.
Así fue como, tras la batalla, Bardo II, hijo de Brand, se convirtió en Rey de Valle, y del mismo modo Thorin III Yelmo de Piedra, hijo de Dáin, se convirtió en el Rey Bajo la Montaña. Desde entonces ambos reinos fueron siempre amigos de Gondor y mientras duraron estuvieron bajo la protección del Rey del Oeste. 